# Adamov (ort i Tjeckien, Södra Mähren)
Adamov är en stad i Tjeckien.   Den ligger i distriktet Okres Blansko och regionen Södra Mähren, i den östra delen av landet, 180 km sydost om huvudstaden Prag. Adamov ligger 249 meter över havet och antalet invånare är 4 871.
Terrängen runt Adamov är kuperad åt sydväst, men åt nordost är den platt. Adamov ligger nere i en dal. Runt Adamov är det ganska tätbefolkat, med 111 invånare per kvadratkilometer. Närmaste större samhälle är Brno, 12,2 km söder om Adamov. I omgivningarna runt Adamov växer i huvudsak blandskog.